# Yabēlo
Yabēlo är en ort i Etiopien.   Den ligger i regionen Oromia, i den södra delen av landet, 500 km söder om huvudstaden Addis Abeba. Yabēlo ligger 1 906 meter över havet och antalet invånare är 17 819.
Terrängen runt Yabēlo är kuperad. Runt Yabēlo är det glesbefolkat, med 13 invånare per kvadratkilometer. Det finns inga andra samhällen i närheten. Trakten runt Yabēlo består i huvudsak av gräsmarker.